# Торговец пушками
«Торго́вец пу́шками» (англ. The Gun Seller) — приключенческий роман 1996 года, дебютное литературное произведение британского актёра Хью Лори.

## Сюжет
Томас Лэнг — отставной капитан Шотландского гвардейского полка, зарабатывающий на жизнь случайными заказами вроде охраны различных денежных мешков. Но когда в Амстердаме незнакомец предлагает заказ на убийство, Томас отказывается из моральных соображений. Мало того: он решает предупредить жертву, бизнесмена Александра Вульфа, о готовящемся покушении.
В доме Вульфа Лэнга ожидает не слишком гостеприимный приём в лице громилы Райнера. Лэнгу удаётся справиться со своим противником, а затем познакомиться с обворожительной дочкой Вульфа, Сарой. Дело усложняется, когда в дело вмешивается министерство обороны Британии, и оказывается, что гораздо больше Лэнга их интересуют Вульф и его дочка. Лэнг решает во всём разобраться.
Совершенно случайно Томас наталкивается на заказчика убийства. Выследив его, Лэнг настигает заказчика в картиной галерее, в которой, оказывается, работает Сара Вульф[кто?]. Старая знакомая ранит Лэнга, после чего сообщает, что заказчик — её отец. 
Вульф решает привлечь Лэнга на свою сторону и выкладывает ему все свои карты. Он рассказывает о своих попытках разрушить тайные планы оружейников совершить теракт для рекламы новейшего вертолёта. Томас не верит, но сразу после встречи с Вульфами в дело вступает ЦРУ.

## Прочее
Права на экранизацию романа были куплены известной кинокомпанией United Artists.